# 定義森林鉄道
定義森林鉄道（じょうげしんりんてつどう）は、現在の宮城県仙台市青葉区大倉の林野庁青森営林局仙台営林署管内において運行されていた森林鉄道である。
総延長は約11kmで、現在の定義如来（じょうげにょらい）の大駐車場がかつての起点と貯木場であり、これより大倉川（名取川水系広瀬川の支流）に沿って奥羽山脈・寒風山山麓に至る路線だった。

## 路線データ
- 全長 : 11.3km（起点～終点）[1]
- 規格 : 2級森林鉄道（森林軌道）

### 管理する営林署
- 林野庁青森営林局仙台営林署

## 歴史
1929年10月24日にアメリカ合衆国・ニューヨーク証券取引所において株価が大暴落して世界恐慌が始まるが、日本では翌1930年（昭和5年）1月に金解禁を行ったためその波に呑み込まれてしまい、昭和恐慌（昭和農業恐慌）に陥った。同年、宮城県では失業救済事業として林道開発を開始し、その後も災害・冷害対策の名目で農山村の救済事業としても林道開発を進めた。当時、宮城県では燃料として亜炭の使用が一般化していたが、木材は薪や木炭といった燃料のほかに軍事用・建材用など多用途に使用されていたため需要があった。

### 年表
- 1938年（昭和13年）度から18年度の間に11,035mを開設
- 1962年（昭和37年）度、8,755m廃止
- 1963年（昭和38年）度、全線廃止

※全廃した年を1960年（昭和35年）とする資料もある。

## 車輛

### 貨車
ほぼ全ての貨車が木材輸送用だった。

## 現状

### 路線
かつては船形山の登山道として使用されたが、並行して市道や県道が開通してから使用されなくなり、荒廃している。木橋（コンクリート橋脚、木製橋脚）が残存していたが、平沼義之の定期調査により2004年から2009年の間に渡れないように工事が行われた形跡がある。
以前はインクラインの制動機が存在していたが、少なくとも2020年10月時点でインクライン関連の遺構は撤去されている。